# Linus Spacehead's Cosmic Crusade
Linus Spacehead's Cosmic Crusade is een videospel voor het platform Nintendo Entertainment System. Het spel werd uitgebracht in 1993. 